# Bowers (Delaware)
Bowers é uma vila localizada no estado americano de Delaware, no condado de Kent.

## Geografia
De acordo com o United States Census Bureau, a cidade tem uma área de 0,8 km², onde 0,7 km² estão cobertos por terra e 0,03 km² por água.

### Localidades na vizinhança
O diagrama seguinte representa as localidades num raio de 16 km ao redor de Bowers. 

## Demografia
Segundo o censo nacional de 2010, a sua população é de 335 habitantes e sua densidade populacional é de 446 hab/km². Possui 276 residências, que resulta em uma densidade de 367,5 residências/km².